# Nicholas Pozo
Nicholas Pozo, né le 19 janvier 2005 à Gibraltar, est un footballeur international gibraltarien. Il joue au poste de milieu de terrain au Lincoln Red Imps.

## Biographie

### Club
En 2015, il rejoint l'académie des jeunes du Cádiz CF.

### Sélection
Nicholas Pozo fait ses débuts avec l'équipe nationale de Gibraltar le 5 juin 2022 lors d'un match de Ligue des nations face à la Macédoine du Nord en remplaçant Liam Walker à la 87e minute.